# Friteuse à air chaud

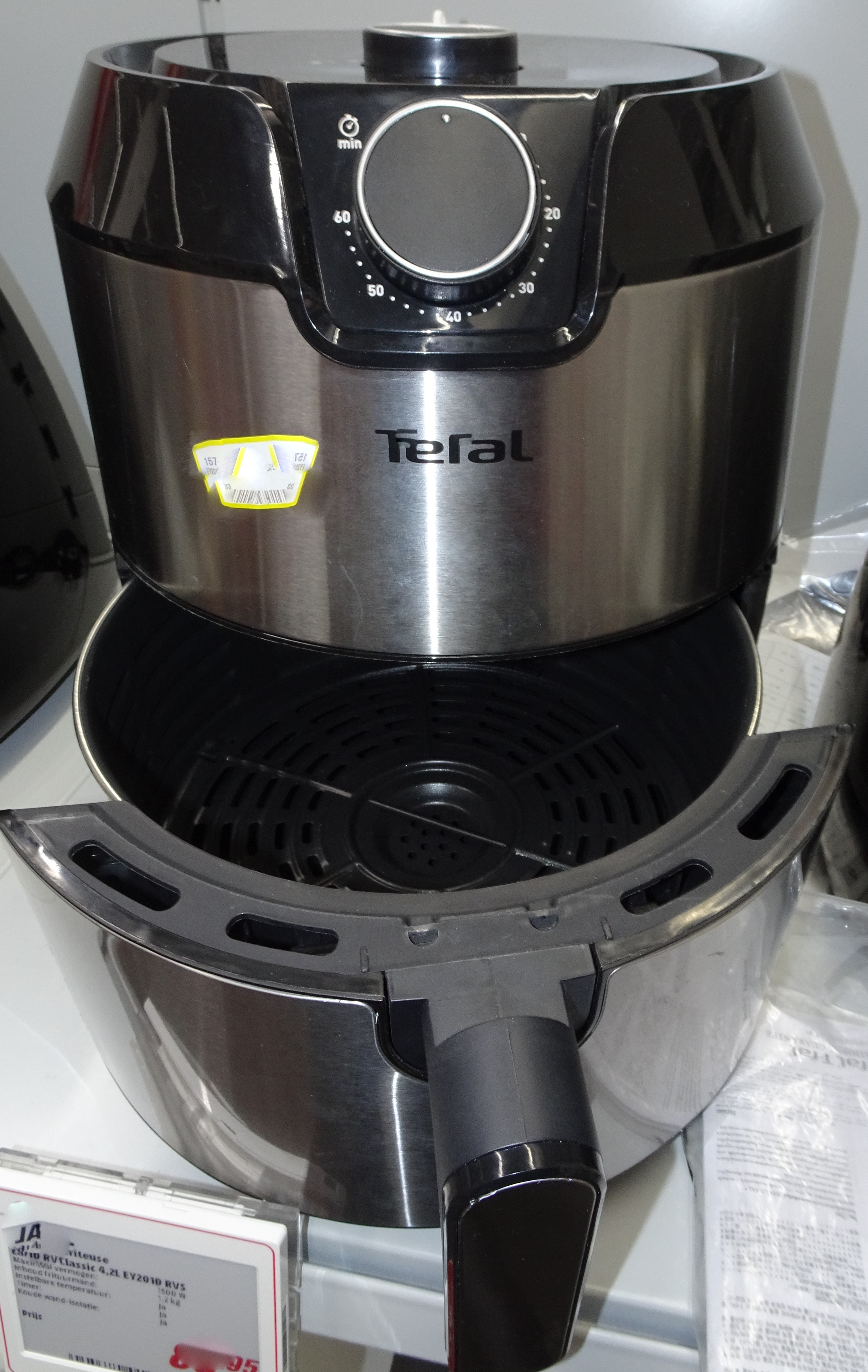
une friteuse à air chaud.

Une friteuse à air chaud (en anglais : air fryer) est un petit four à convection électroménager destiné à produire de la friture sans immersion de l'aliment dans l'huile,. Un ventilateur propulse de l'air chaud à grande vitesse, produisant une couche croustillante via des réactions de brunissement telles que la réaction de Maillard.

## Invention
Le groupe SEB a commercialisé la première friteuse à air chaud en 2006 nommée Actifry,. Cependant, c'est le modèle mis au point en 2005 par l'ingénieur Fred van der Weij pour le groupe néérlandais Philips, qui va permettre à ce nouveau concept de cuisson de se faire connaître du grand public. En 2010, Philips lance, sous le nom d'Airfryer, la friteuse sans huile conçue par Fred van der Weij, qui rencontre dans les années qui suivent un succès mondial.